# Озёрное (Саратовская область)
Озёрное — село в Аткарском районе Саратовской области. Административный центр Озёрного сельского поселения.

## География
Село Озёрное находится в южной части Аткарского района Саратовской области в 24 километрах от Аткарска (по автомобильной дороге — 40 км.) и 75 километрах от Саратова (по автомобильной дороге 110 км.).
Через село протекает река Идолга, в двух километрах от села протекает река Медведица.
Высота над уровнем моря 163 метра. 

## Название
Название села Дурасовка произошло от фамилии помещика Дурасова, которому принадлежали земли.

## История
Точная дата создания села отсутствует. Известно, что Дурасовка (владельческое село) была создана в XVIII веке.
В селе имелась православная церковь, с престолом во имя Рождества Христова. Это дало селу второе название Рождественское (Рождественская Идолга)
.
Из документов Саратовского областного архива: «1714 год, января 5-го дня однодворец Алексей Иванов, сын Дурасова, и Агафья Иванова, дочь Дурасова, били челом Великому Государю, царю Петру Алексеевичу, о жаловании прожиточного поместья Рождественская Идолга в Саратовской губернии с переездом крестьян из Казанской губернии».
С 1764 года село указом Его Императорского Величества называется Дурасовкой (по фамилии помещика).
В 1894 году в Дурасовке была открыта железнодорожная станция. В советские годы станция носила название «Юная». Сегодня функционирует в статусе остановочного пункта.
По свидетельствам жителей Дурасовки, дошедшие до наших дней из рассказов их родственников — в 1905 году в районе современного автомобильного моста через Идолгу была построена деревянная церковь, освященная во имя Михаила Архангела. Церковь через несколько лет сгорела.
В 1939 году в селе была открыта школа, год постройки выложен в здании белым кирпичом и виден и сегодня. В здании школы в период 1941—1943 г.г. располагался военный госпиталь. На школе расположена мемориальная доска об этом факте.
С 1935 по 1960 года село являлось административным центром Дурасовского района, после упразднения которого — центром сельсовета.
В 1963 году указом Президиума Верховного Совета РСФСР село Дурасовка переименовано в Озёрное.
В 1966 году на основании решения Аткарского исполкома Дурасовка была переименована в Озёрное.
Руководство государства решило окончательно изменить все, что связывало историю данного населенного пункта с царскими временами. В связи с этим оно активно переименовывало города, села, улицы. Так как село носило имя помещика Дурасова, то местное руководство приняло решение поменять название «на более благозвучное», заодно поменяли и названия практически всех улиц села — появились Советская, Рабочая, Первомайская, Школьная, Мичурина и т. п. Самое же название Озёрное сложилось от обилия различных озёр вокруг села близ берегов рек Медведицы и Идолги.
С 1940 по 1987 годы осуществлял свою деятельность колхоз имени Карла Маркса, в селе успешно функционировали кирпичный завод, маслозавод. Кирпичный завод в настоящее время полностью разрушен.

## Население
| 1939 | 2002  | 2010  |
| ---- | ----- | ----- |
| 2756 | ↘1750 | ↘1585 |

В 1859 году число жителей составляло 572 человека (265 мужчин и 307 женщин), насчитывалось 73 двора, в 1910 году (в соответствии с данными переписи населения) — 1107 человек, 190 дворов.

## Инфраструктура
Имеются психоневрологический интернат, пожарный пост, детский сад, средняя общеобразовательная школа, отделение связи, дом культуры, сельскохозяйственное предприятие, магазины.

## Фотогалерея

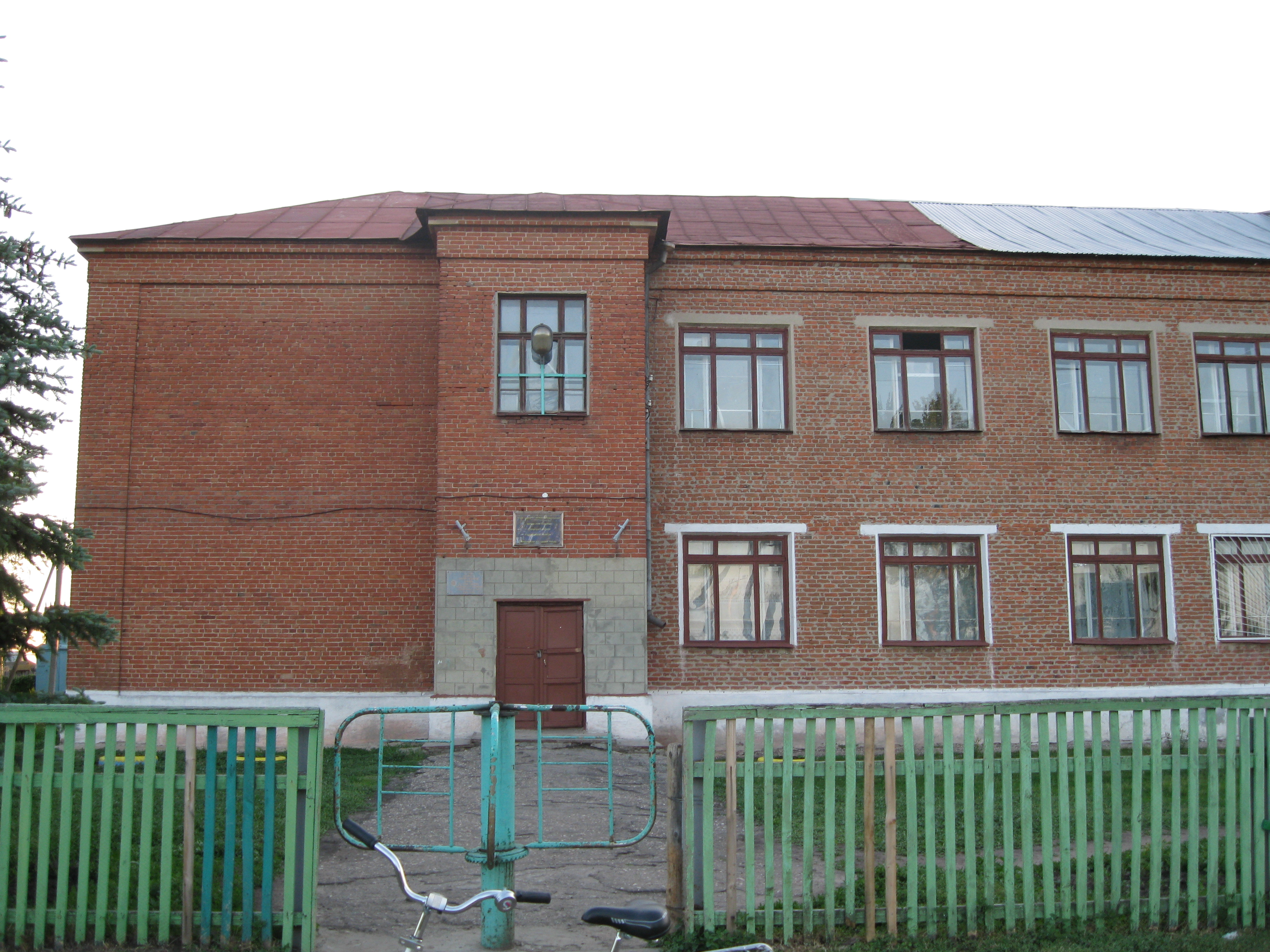
Школа с.Озерное
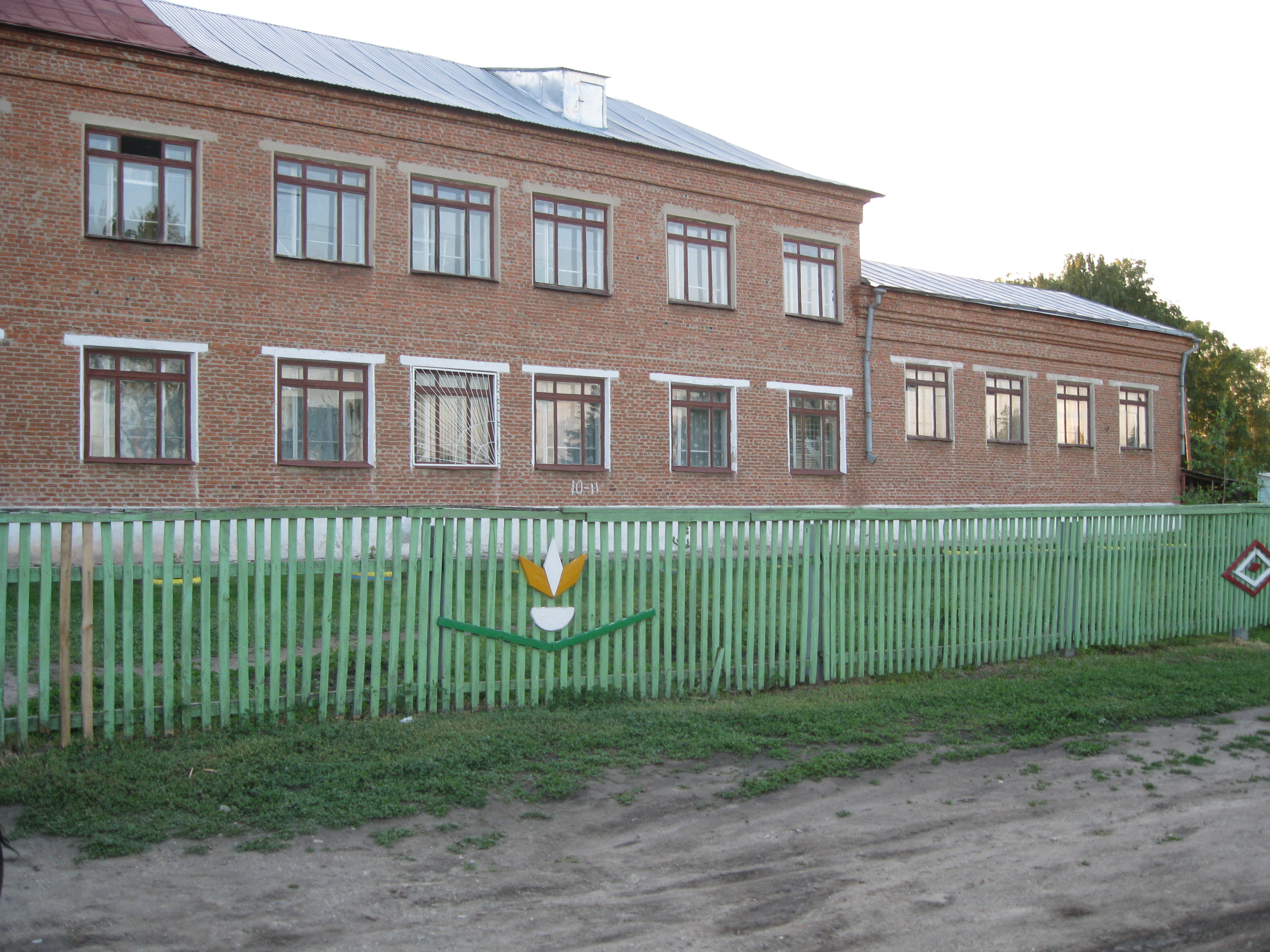
Школа с.Озерное
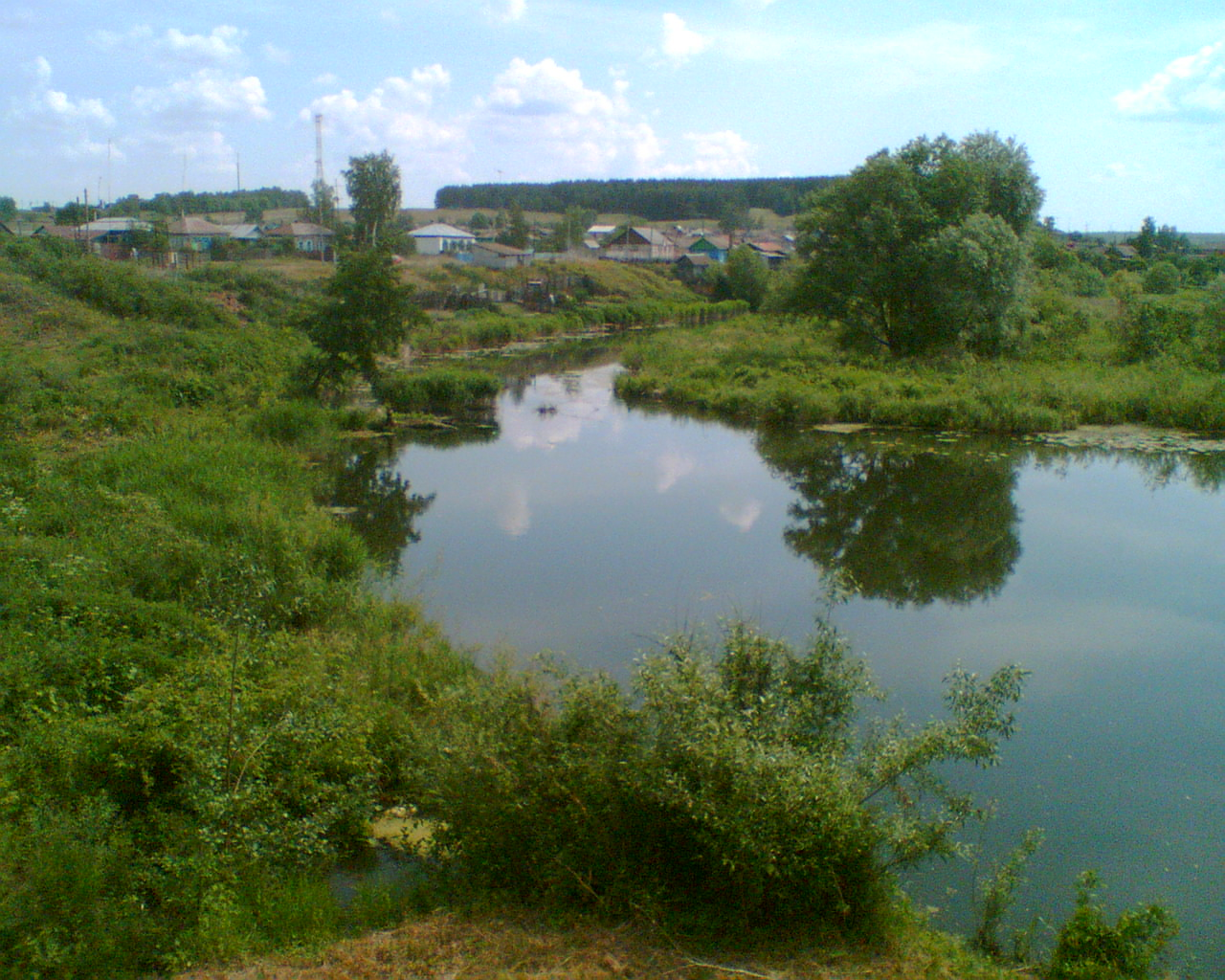
Река Идолга в с.Озерном
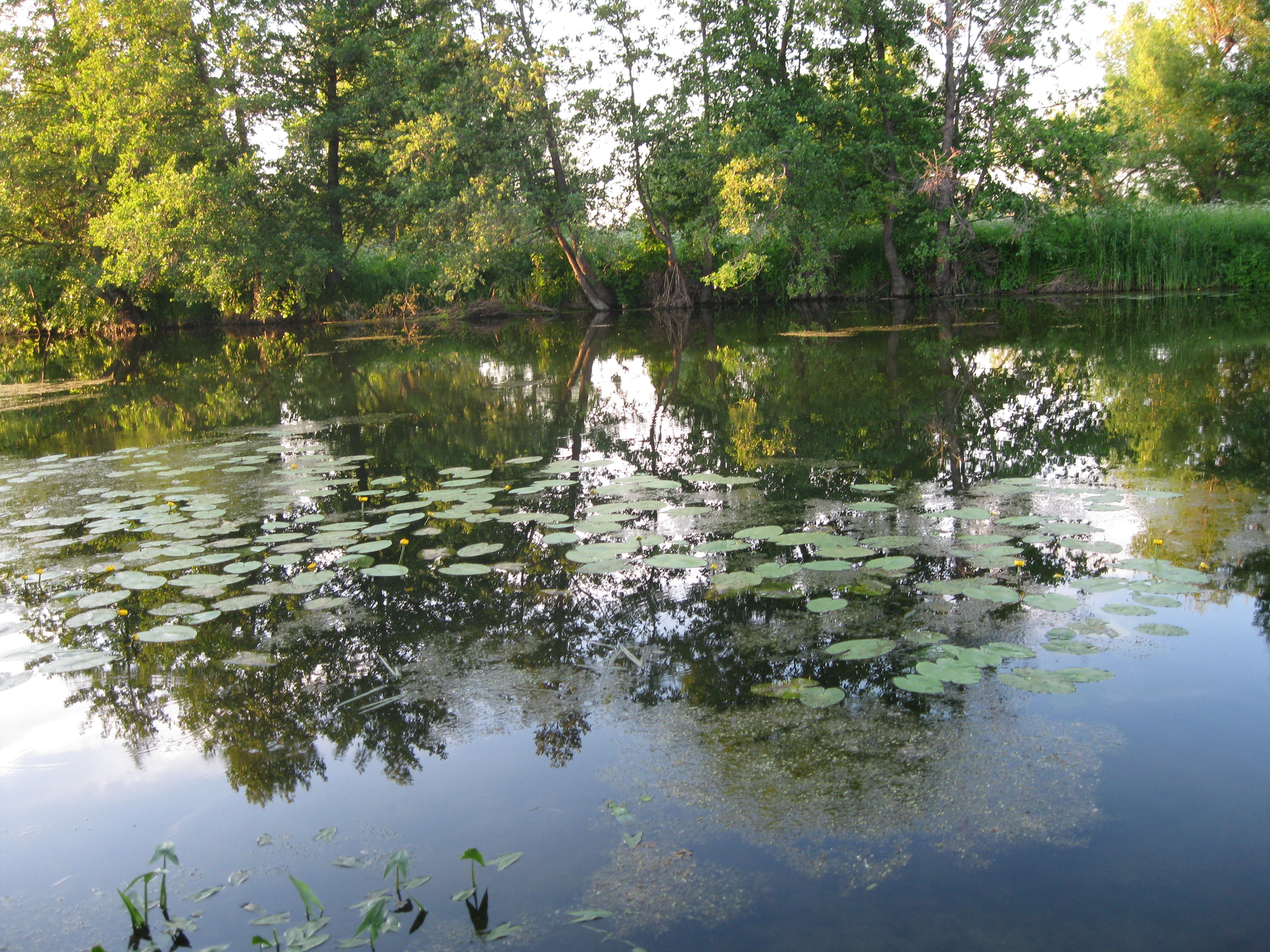
Река Идолга в с.Озерном
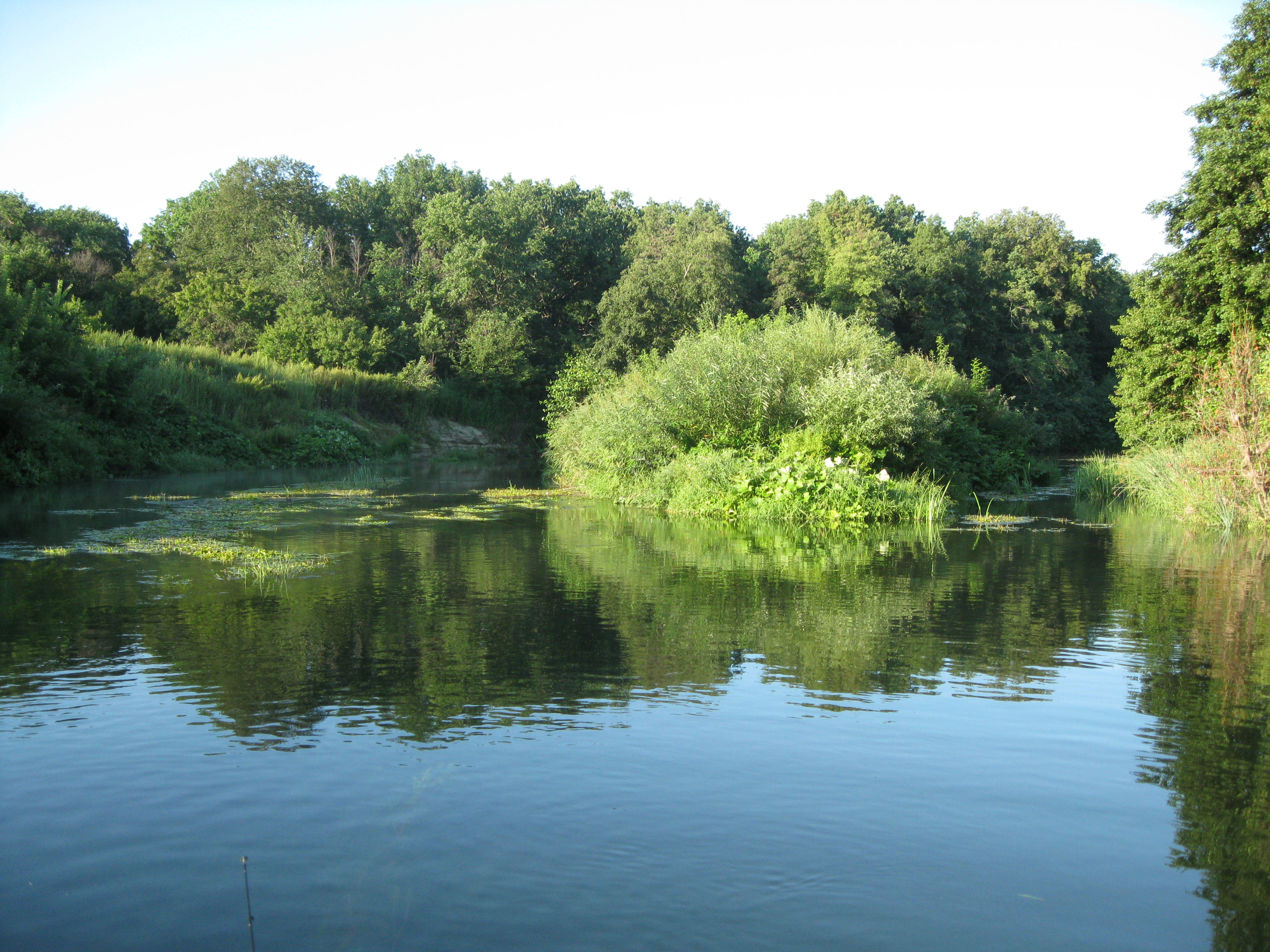
Река Медведица близ с.Озерное (район бывшего пионерлагеря)
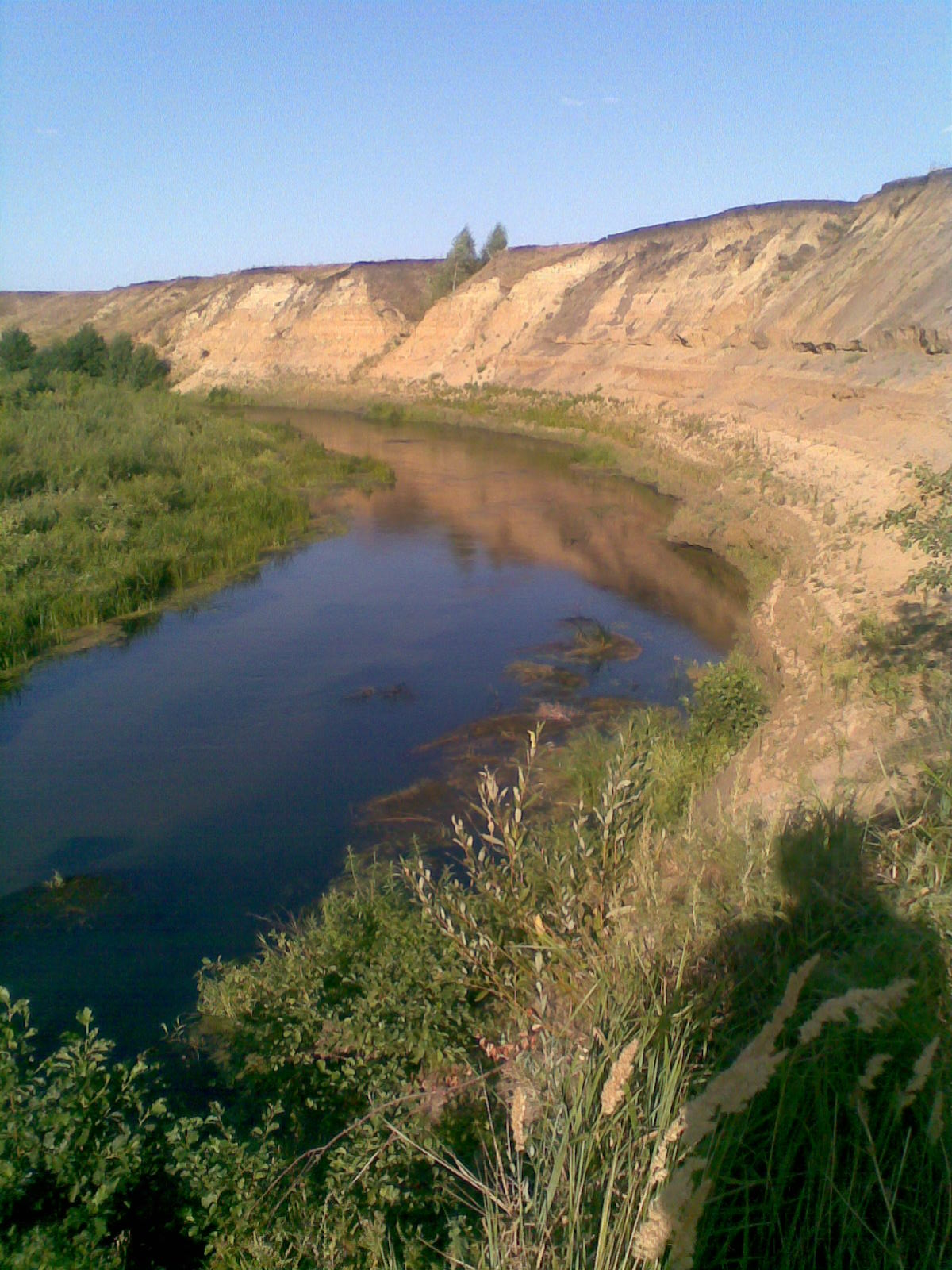
Река Медведица близ с.Озерное (за машинным двором)